# العلاقات الفلبينية البولندية
العلاقات الفلبينية البولندية هي العلاقات الثنائية التي تجمع بين الفلبين وبولندا.

## مقارنة بين البلدين
هذه مقارنة عامة ومرجعية للدولتين:
| وجه المقارنة                                              | الفلبين                       | بولندا                                                                             |
| --------------------------------------------------------- | ----------------------------- | ---------------------------------------------------------------------------------- |
| المساحة (كم2)                                             | 343.45 ألف                    | 312.68 ألف                                                                         |
| عدد السكان (نسمة)                                         | 104.92 مليون                  | 38.43 مليون                                                                        |
| الكثافة السكانية (ن./كم²)                                 | 305.49                        | 122.91                                                                             |
| العاصمة                                                   | مانيلا                        | وارسو                                                                              |
| اللغة الرسمية                                             | اللغة الفلبينية، لغة إنجليزية | اللغة البولندية                                                                    |
| العملة                                                    | بيسو فلبيني                   | زلوتي بولندي                                                                       |
| الناتج المحلي الإجمالي (بليون دولار)                      | 313.60 مليار                  | 524.51 مليار                                                                       |
| الناتج المحلي الإجمالي (تعادل القوة الشرائية) بليون دولار | 743.90 مليار                  | 1.02 تريليون                                                                       |
| الناتج المحلي الإجمالي الاسمي للفرد دولار أمريكي          | 2.90 ألف                      | 12.55 ألف                                                                          |
| الناتج المحلي الإجمالي للفرد دولار أمريكي                 | 7.39 ألف                      | 26.14 ألف                                                                          |
| مؤشر التنمية البشرية                                      | 0.668                         | 0.843                                                                              |
| رمز المكالمات الدولي                                      | +63                           | +48                                                                                |
| رمز الإنترنت                                              | .ph                           | .pl                                                                                |
| المنطقة الزمنية                                           | توقيت الفلبين                 | توقيت وسط أوروبا، ت ع م+01:00، ت ع م+02:00، أوروبا/وارسو ‏، توقيت وسط أوروبا الصيفي |

## منظمات دولية مشتركة
يشترك البلدان في عضوية مجموعة من المنظمات الدولية، منها:
| علم المنظمة | اسم المنظمة                        | تاريخ انضمام الفلبين | تاريخ انضمام بولندا |
| ----------- | ---------------------------------- | -------------------- | ------------------- |
|             | وكالة ضمان الاستثمار متعدد الأطراف | 8 فبراير 1994        | 29 يونيو 1990       |
|             | منظمة الشرطة الجنائية الدولية      | ?                    | ?                   |
|             | منظمة حظر الأسلحة الكيميائية       | ?                    | ?                   |
|             | منظمة التجارة العالمية             | 1995                 | 1 يوليو 1995        |
|             | الفريق المعني برصد الأرض           | ?                    | ?                   |
|             | الأمم المتحدة                      | 24 أكتوبر 1945       | 24 أكتوبر 1945      |
|             | مؤسسة التمويل الدولية              | 12 أغسطس 1957        | 29 ديسمبر 1987      |
|             | يونسكو                             | 21 نوفمبر 1946       | 6 نوفمبر 1946       |
|             | مؤسسة التنمية الدولية              | 28 أكتوبر 1960       | 28 أكتوبر 1960      |
|             | البنك الدولي للإنشاء والتعمير      | 27 ديسمبر 1945       | 27 يونيو 1986       |
|             | المنظمة الهيدروغرافية الدولية      | ?                    | ?                   |
|             | الاتحاد البريدي العالمي            | ?                    | 1 مايو 1919         |
|             | الاتحاد الدولي للاتصالات           | 25 مايو 1912         | 1921                |

## أعلام
هذه قائمة لبعض الشخصيات التي تربطها علاقات بالبلدين:
- روبرت جاورسكي (8 مارس 1946 – )

## وصلات خارجية
- موقع وزارة الخارجية الفلبينية
- موقع وزارة الخارجية البولندية